# Mycteroperca phenax
Mycteroperca phenax е вид лъчеперка от семейство Serranidae.

## Разпространение
Видът е разпространен в Аруба, Бахамски острови, Белиз, Бонер, Венецуела, Гваделупа, Гватемала, Колумбия, Коста Рика, Кюрасао, Мексико, Никарагуа, Панама, Саба, САЩ, Сен Естатиус и Хондурас.